# Мадам (теленовела)
„Мадам“ (на испански: La Madame) е теленовела от 2013 г., произведена от колумбийската компания R.T.I. Producciones в сътрудничество със Sierralta Entertainment Group за мексиканската компания Телевиса, колумбийската Caracol Televisión и американския телевизионен канал UniMás. Сюжетът на теленовелата е базиран на книгата Las prepago, написан от Мадам Рочи.
В главната роля е Алисия Мачадо.

## Сюжет
Красива и загадъчна жена, извастна като Мадам, работи като най-елитен ескорт в Колумбия, чийто клиенти са високопоставени държавни служители, видни бизнесмени и мощни престъпници. Това, което прави услугата на Мадам уникална, е, че тя представлява не само най-красивите, елегантни и образовани момичета на повикване, но ако клиентът е готов да заплати подобаващо, Мадам може да осигури най-известните модели, актриси и телевизионни личности, живеещи таен живот.
Когато лидерът на опасен картел, Алехандро Пуерта, отвлича Мадам и заплашва да я убие, тя е принудена да се поддаде на единственото му искане – той иска да разбере в детайл живота на ескортиращите момичета, с които Мадам се занимава, тъй като подозира, че снаха му има тъмно минало. И така историите започват ... Като съвременна Шерезада, тя разкрива вълнуващи истории за съблазняване, манипулация и власт.

## Актьори
Част от актьорския състав:
- Алисия Мачадо – Мадам Рочи / Мадам
- Роберто Матеос – Алехандро Пуерта
- Хулио Санчес Кокаро – Пачо
- Джесика Санхуан – Татяна / Джина
- Норма Нивия – Лули де Пуерта
- Маргарита Рейес – Едит
- Педро Рендон – Серхио Пуерта
- Луис Фернандо Салас – Раул Туйран
- Моника Урибе – Пиедад
- Дидиер ван дер Хове – Диего Анхел
- Каролина Сепулведа – Барбара
- Андреа Носети – Химена
- Хелга Диас – Мариана
- Гонсало Виванко – Маурисио Мендес
- Лули Боса – Прокурор Ариета

## Премиера
Премиерата на Мадам е на 26 август 2013 г. по американския канал UniMás. Последният 41. епизод е излъчен на 31 октомври 2013 г. В Мексико е излъчен по канал Unicable.